# 一迅社文庫大賞
一迅社文庫大賞（いちじんしゃぶんこたいしょう）は、日本の出版社・一迅社が主催する公募新人文学賞である。2008年5月20日の一迅社文庫創刊と同時に新設、第1回募集開始。
一迅社が刊行するライトノベル系文庫レーベルは一迅社文庫（少年向け）と一迅社文庫アイリス（少女向け）の2種類であるが本賞も一迅社文庫部門と一迅社文庫アイリス部門の2種類に分けられており、一迅社文庫部門の募集ジャンルは「十代向けのエンターテインメント小説（SF、アドベンチャー、伝奇、ファンタジー、ミステリ、ホラー等）」、アイリス部門は「ファンタジー、百合など」とされている。
第1回の締め切りは両部門とも2009年9月30日で、1年4ヶ月という定期開催の新人賞としては異例の長期にわたる作品募集を行っていた。また、募集要項は発売タイトルの巻末に掲載されていたものの公式サイト上では文庫の巻末を参照するよう促す以上の詳細な告知は行われなかった。

## 一迅社文庫部門
第1回の応募総数は221点。当初の発表では、印刷とデータのセットでの投稿既定とされていたが、募集期間中にデータ投稿のみとする既定変更が告知された。第1回の審査委員は魁、風見周が務めている。
第4回募集中（2012年）に、一迅社文庫New Generation Awardにリニューアルし、2014年には一迅社文庫大賞に名称が戻されている。審査委員は箕崎准、七月隆文。2016年で募集は停止した。
以下、斜字は未刊行、著者へのリンクはデビューした者のみ。
| 回               | 賞           | 作品名                                                                                    | 作者名                    | 出典              |
| ---------------- | ------------ | ----------------------------------------------------------------------------------------- | ------------------------- | ----------------- |
| 第1回 （2009年） | 入選         | KNIGHT INSPECTOR （KNIGHT INSPECTOR 熾炎の狩人）                                          | 水上貴之                  | [ 2 ] [ 3 ] [ 4 ] |
| 第1回 （2009年） | 奨励賞       | ゆっけっちょるかなー （僕が彼女に寄生中）                                                 | 戦場太郎 （瑞嶋カツヒロ） | [ 2 ] [ 3 ] [ 4 ] |
| 第2回 （2010年） | 受賞なし     | 該当作品なし                                                                              | 該当者なし                | [ 3 ]             |
| 第3回 （2011年） | 奨励賞       | 九十九と万のガラクタ                                                                      | 真慈真雄                  |                   |
| 第4回 （2012年） | 大賞         | 引きこもりのララバイ （引きこもりたちに俺の青春が翻弄されている）                         | 棺 （棺悠介）             | [ 5 ]             |
| 第4回 （2012年） | 金賞         | 魔法少女は、ビジネスだ。―黙って金を持ってこい― （あいまねっ!-Idol is money!?-）           | 平山ひろてる              | [ 5 ]             |
| 第4回 （2012年） | 奨励賞       | リリーローズと夜の学び舎                                                                  | 小林健太郎                | [ 5 ]             |
| 第5回 （2013年） | 金賞         | 無題 （恋すると死んじゃう彼女に愛されすぎると俺が死ぬ）                                   | 西型一央                  | [ 6 ]             |
| 第5回 （2013年） | 奨励賞       | 尿とストーカー （簡単に彼を変態とは呼べない）                                             | 福本丸太                  | [ 6 ]             |
| 第6回 （2014年） | 銀賞         | 俺は本気で竜の娘と婚約するんだろうか （竜の娘と女勇者とダンジョンが俺の日常に馴染んでる） | くらげマン （YUYATA）     | [ 8 ]             |
| 第6回 （2014年） | 奨励賞       | 小虎みみ子さんのミミック校内戦争                                                          | ざっき。                  | [ 8 ]             |
| 第7回 （2015年） | 箕崎・七月賞 | 海のユーユ （人魚に嘘はつけない）                                                         | 半田畔                    | [ 9 ]             |
| 第7回 （2015年） | 奨励賞       | 少年夜行奇譚                                                                              | 山吹匂                    | [ 9 ]             |
| 第8回 （2016年） | 奨励賞       | つくなみな日常                                                                            | 神庭武敏                  | [ 10 ]            |

## 一迅社文庫アイリス部門
第1回の応募総数は230点以上
第4回募集中（2012年）に開催回数をリセットして「New-Generationアイリス少女小説大賞」にリニューアルしていった。そちらは2021年現在も募集されている。
また、同文学賞とは別に小説家になろうと組んだ「一迅社文庫アイリス恋愛ファンタジー大賞」が2015年に創設され、受賞作は主に姉妹レーベルアイリスNEOにて刊行されている。
以下、斜字は未刊行、著者へのリンクはデビューした者のみ。
| 回              | 賞     | 作品名                                                                                        | 作者名     | 出典   |
| --------------- | ------ | --------------------------------------------------------------------------------------------- | ---------- | ------ |
| 第1回（2009年） | 入選   | 人形草紙〜泡沫の器〜                                                                          | 紫月恵里   | [ 12 ] |
| 第1回（2009年） | 奨励賞 | 月影は乙女に跪く                                                                              | 宮瀬ユウ   | [ 12 ] |
| 第1回（2009年） | 奨励賞 | サフィリーンの魔女姫                                                                          | 都木杏奈   | [ 12 ] |
| 第2回（2010年） | 奨励賞 | 紺碧のフェアリー 〜それは神聖なる契約の証〜 （フェアリー・クラウン 不機嫌な王子と禁書の乙女） | 洸月綾香   | [ 13 ] |
| 第2回（2010年） | 奨励賞 | テイルランプ 〜お姫さまと七人の騎士〜                                                         | 卯月朔夜   | [ 13 ] |
| 第3回（2011年） | 奨励賞 | 人形工房の新人聖母                                                                            | 滝上よしき | [ 14 ] |